# Triángulo de Desarrollo Indonesia-Malasia-Singapur

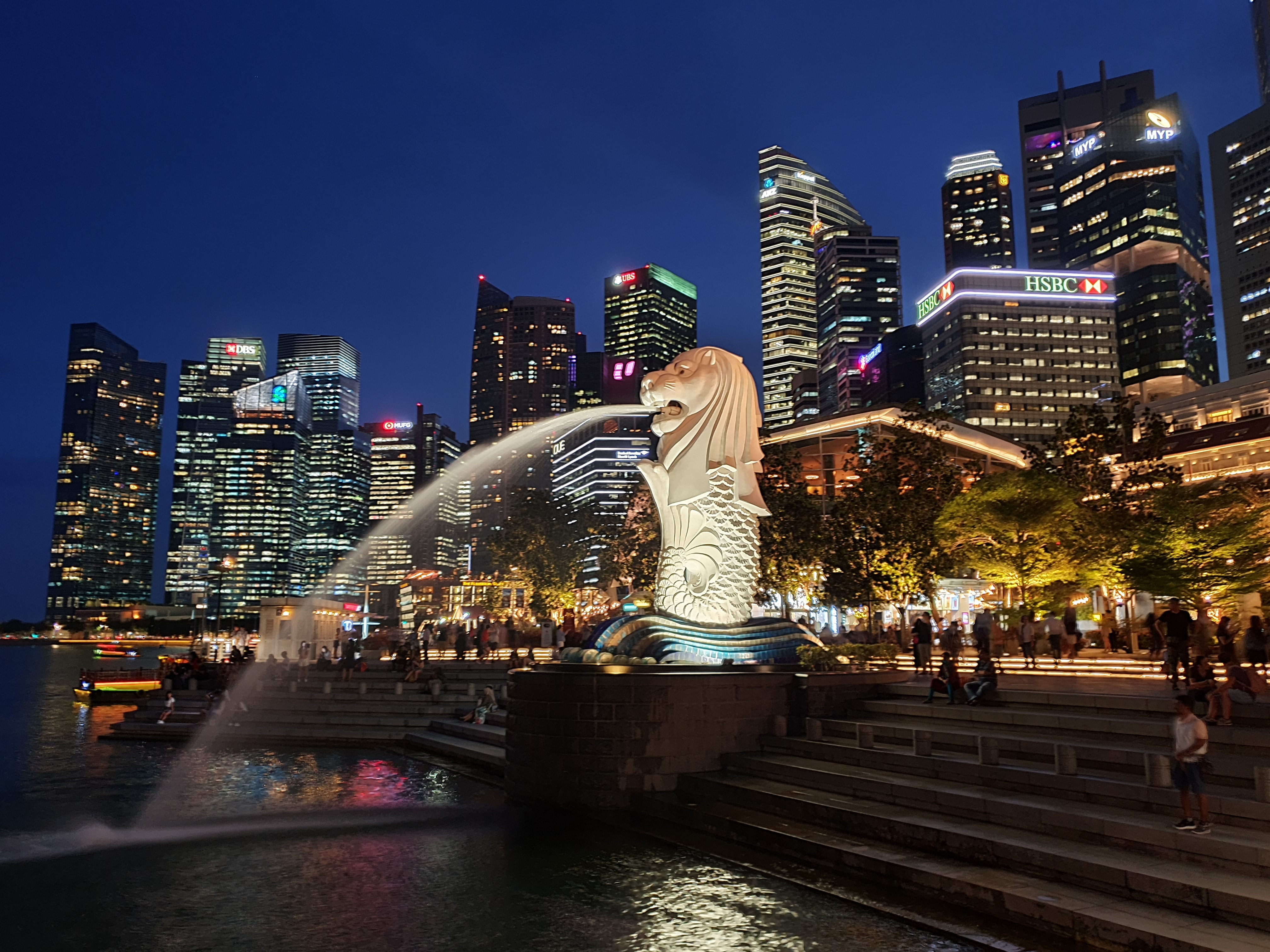
Panorama de Singapur: uno de los centros de la zona económica.

El Triángulo de Desarrollo Indonesia-Malasia-Singapur fue establecido en 1994, como su nombre lo indica entre Singapur, Malaysia e Indonesia para promover los vínculos económicos de estos tres países y optimizar la complementariedad entre ellos. 
El triángulo fue oficialmente anunciado por el primer ministro de Singapur Goh Chok Tong. Al principio del proyecto solamente incluía a Singapur, Johor (en Malaysia) y una parte de la provincia de las islas Riau (en Indonesia), de allí el nombre de SIJORI. Fue así un intento precoz de liberalización y de integración económica en la ASEAN.
El objetivo fue de combinar las fuerzas competitivas de las tres regiones para hacerlos más atractivos para los inversionistas. Específicamente el triángulo conecta los infraestructuras, el capital y la experticia de Singapur con el mercado laboral y los recursos naturales de Johor y Riau. El triángulo fue concebido con la idea de ser un componente esencial del plan de regionalización de Singapur de los años 1980 y 1990, para trasladar industrias altamente intensivo en mano de obra en lugares como Johor en Malaysia o la isla de Batam en Indonesia.
Mientras que más estados de Malaysia e Indonesia participaban en el grupo, un memorándum de entendimiento fue firmado por el primer ministro deputado de Singapur Lee Hsien Loong, el ministerio Malaysia de comercio internacional y de industria Datuk Seri Rafidah  Aziz y el ministerio de Indonesia para comercio e industria para formalizar el nuevo grupo. 
Aun con los salarios bajos en Batam, algunas firmas se esfuerzan con los costos crecientes. Por ejemplo Nidec, un conglomerado japonés ha deslocalizado su fábrica de Batam a Vietnam a causa de los costos de trabajo.
- Datos: Q6026311